# North Ogden
Pour les articles homonymes, voir Ogden.
North Ogden est une municipalité américaine située dans le comté de Weber en Utah. Lors du recensement de 2010, sa population est de 17 357 habitants.

## Géographie
North Ogden est située au nord de la ville d'Ogden. La municipalité s'étend sur 7,04 milles carrés (18,23 km2).

## Histoire
North Ogden est fondée en 1851 aux pieds du mont Ben Lomond (en) par les familles Campbell et Riddle. Elle devient une municipalité le 6 août 1950.

## Démographie
La population de North Ogden est estimée à 18 791 habitants au 1er juillet 2016. C'est la troisième ville du comté après Ogden et Roy.
| Groupe                                  | West Haven | Utah | États-Unis |
| --------------------------------------- | ---------- | ---- | ---------- |
| Blancs                                  | 94,1       | 91,1 | 76,9       |
| Métis                                   | 2,9        | 2,5  | 2,6        |
| Amérindiens                             | 1,1        | 1,6  | 1,3        |
| Afro-Américains                         | 0,6        | 1,4  | 13,3       |
| Hawaïens et autres peuples du Pacifique | 0,4        | 1,0  | 0,2        |
| Asiatiques                              | 0,2        | 2,5  | 5,7        |
|                                         |            |      |            |
| Hispaniques et Latino-Américains        | 7,4        | 13,8 | 17,8       |

Le revenu par habitant était en moyenne de 28 093 dollars par an entre 2012 et 2016, au-dessus de la moyenne de l'Utah (25 600 dollars) mais en-dessous de la moyenne nationale (29 829 dollars), malgré un revenu médian par foyer supérieur. Sur cette même période, seuls 3 % des habitants de North Ogden vivaient sous le seuil de pauvreté (contre 10,2 % dans l'État et 12,7 % à l'échelle des États-Unis).